# Lucas Helt Mortensen
Lucas Helt Mortensen (født 13. februar 2002) er en dansk skuespiller, der blandt andet har medvirket i filmen Der kommer en dag fra 2016, hvor han spiller Røde. Han medvirker også i filmen Druk som udkom september 2020.

## Filmografi
- Der kommer en dag (2016)
- Druk (2020)